# Граундгог (річка)
Граундгог (англ. Groundhog River) — річка в округах Кокран і Садбері на північному сході Онтаріо, Канада. Річка знаходиться в басейні Джеймс-Бей і є лівою притокою річки Маттаґамі.

## Течія
Річка витікає з озера Горвуд у географічному районі Кіт в неорганізованій північній частині округу Садбері. Вона тече на північний схід через греблю озера Горвуд з її ГЕС Ontario Power Generation, використовується для подачі і акумуляції води для виробництва гідроелектроенергії на генеруючих станціях вниз по течії в водозборі, через озеро Граундгог, а потім на північ під головною колією Канадської національної залізниці, між залізничним пунктом Джобурк на заході та громадою Кукатуш на сході. Залізнична лінія використовується трансконтинентальними поїздами лінії Canadian компанії Via Rail, але жодне з цих місць не має зупинки.
Річка продовжується на північ під шосе Онтаріо 101, проходить над Верхнім водоспадом та низкою безіменних порогів і входить у район Кокран у географічному містечку Інід. Далі тече на північ через Індіанську резервацію Flying Post 73, частину резервації Flying Post First Nation над безіменним порогом, повертає на захід, потім знову на північ через пороги Сикс-Майл, де в неї впадає ліва притока річка Айвенго та права притока річка Нат. Річка Граундгог знову біжить на захід, приймає ліву притоку річку Отапінґшіві, потім прямує на північ через пороги Тен-Майл, проходить через генерувальну станцію і дамбу водоспаду Кармайкл, де в неї впадає ліва притока річка Вакусімі. Обтікаючи острів Бремнер, досягає громади Фок'є у неінкорпорованому селищі Фок'є-Стрікленд. Там річку Граундгог перетинає шосе Онтаріо 11 і кілька залізничних колій.
Річка плине на північ попри ряд невеликих островів, а також бистрини Діксон-Рапідс, Гамільтон-Рапідс і Ла-Дюк-Рапідс, спадає водоспадом Віст і доходить до гирла річки Маттаґамі територією громади Клей. Річка Маттаґамі впадає в річку Мус і далі до затоки Джеймс-Бей.

## Притоки
- Бірдмор-Крік (права)
- Ґотьє-Крік (ліва)
- Веллінґтон-Крік (права)
- Нансен-Крік (ліва)
- Бремнер-Крік (ліва)
- Річка Вакусімі (ліва)
- Саут-Крік (права)
- Стрінґер-Крік (права)
- Слак-Крік (ліва)
- Гікс-Крік (права)
- Річка Отапінґшіві (ліва)
- Річка Нат (права)
- Монкалм-Крік (права)
- Річка Айвенго (ліва)
- Скорч-Крік (ліва)
- Вімі-Крік (ліва)